# Pyrausta purpurascens
Pyrausta purpurascens là một loài bướm đêm trong họ Crambidae.